# Alain Wisner
Pour les articles homonymes, voir Wisner.
Alain Wisner, né le 2 novembre 1923 à Paris et mort le 3 janvier 2004 dans la même ville, est un médecin français. Il est considéré comme un des pères de l'ergonomie francophone, centrée sur l'activité et l'analyse du travail réel.

## Biographie
Alain Wisner est l'un des fondateurs de l’ergonomie française mais fut également directeur honoraire du laboratoire d’ergonomie du Conservatoire national des arts et métiers (CNAM) et président de la société d'ergonomie de langue française de 1969 à 1971.
Né en 1923, Alain Wisner commence ses études de médecine en 1940 et s'engage dans la Résistance pendant ses études. Il exerce ensuite d’abord comme médecin ORL tout en militant à la Jeunesse ouvrière chrétienne et ce sont ses rencontres avec des jeunes ouvriers qui l'amènent à se former à l'ergonomie en 1952. Il fonde en 1955 le premier service d’ergonomie de la Régie Renault, puis devient en 1962 enseignant au Laboratoire de Physiologie du travail du Conservatoire national des arts et métiers. Il développe une approche particulière de l'ergonomie avec Antoine Laville selon laquelle le travail et la santé au travail ne peuvent pas s’étudier seulement en laboratoire. Ils réalisent des recherches de terrain dans les entreprises. Les travaux portant sur l’activité mentale des ouvriers à la chaîne initiés dans les années 1960 bouleversent le regard sur le « travail manuel ».
Lorsqu'il devient directeur du Laboratoire de physiologie du travail du CNAM en 1966, Alain Wisner le re-baptise Laboratoire d’ergonomie. Il y développe des formations qui auront un rôle important pour la diffusion d'une ergonomie francophone centrée sur l'activité, souvent opposée à l'approche Human Factors anglo-saxonne orientée vers l’étude en laboratoire des effets de contraintes de travail. Alors que celle-ci va se définir comme l'application des connaissances sur l'homme à l'ingénierie et à la conception de produits, processus et systèmes dans le but de réduire les erreurs, d'augmenter la productivité et d'améliorer la sécurité, l'ergonomie de Wisner se définit plutôt comme une méthodologie pour approcher l'activité humaine en vue de transformer le travail et d'améliorer ainsi le sort des ouvriers confrontés à des outils et chaînes de montage pas toujours bien pensés.
« Stratégiquement, Alain Wisner donnait toujours la priorité à l’action de transformation et à l’intervention en conception sur le traitement des conséquences des mauvaises conditions de travail. Je l’ai toujours entendu dire que la place des ergonomes n’était pas les services de gestion des ressources humaines, mais les services techniques de l’entreprise, là où se concevaient concrètement les situations de travail. »
Wisner est conscient que la rationalité du travail s'impose très difficilement aux gestionnaires, mais renonce à l'ambition de transformer plus radicalement les conditions d'exercice du travail salarié « La pratique de l’ergonomie conduit rapidement à en sentir les limites ne serait-ce que par le refus opposé par les responsables de l’entreprise à des solutions excellentes du point de vue d’une analyse limitée au système Homme-machine. On comprend, dans ces conditions, l’attitude d’éminents ergonomistes qui veulent élargir leur domaine d’activité pour devenir plus efficaces en dépassant une problématique trop étroite. »
Plusieurs milliers d’ergonomes, en Europe, Amérique du Nord et du Sud, Afrique et Asie sont les élèves ou les élèves de ses élèves.
À la fin des années 1970, Wisner commence à s'intéresser aux spécificités économiques, culturelles et sociales des pays en voie de développement. Alain Wisner fonde alors le paradigme d’anthropotechnologie. Il conduit des premiers travaux avec l'appui d'étudiants originaires de ces pays qui viennent se former au laboratoire du CNAM. Véronique De Keyser considère qu’ « On doit à Alain Wisner d’avoir le premier parmi les ergonomes francophones, traité des transferts de technologies et la question des pays en voie de développement, comme d’un problème central. »
Peu connu dans les sciences sociales, ce paradigme s’inscrit dans une approche transformatrice des processus de transferts de technologie influencée par divers travaux des sciences sociales dans le domaine des relations entre technique et société. Sur le plan de la recherche fondamentale, l’anthropotechnologie vise à produire des connaissances sur les formes sociales "d'appropriations" des objets techniques. Tahar Hakim Benchekroun souligne la dynamique d’engagement à l’oeuvre dans la pensée de Wisner, en rappelant que pour lui une approche scientifique ne pouvait suffire à porter les enjeux sociaux et politiques qui traversent le monde et le monde du travail singulièrement.

## Distinctions
Alain Wisner est la seule personne à avoir reçu trois distinctions de l'International Ergonomics Association (IEA) :
- IEA Distinguished Service Award, 1985,
- IEA Ergonomics of technology transfer Award 1991,
- IEA Fellow